# Bathytoma arbucklei
Bathytoma arbucklei é uma espécie de gastrópode da família Borsoniidae.